# Гази

Атаки разья (гази) в Иберии X века (тёмно-зелёный цвет).

Гази (араб. غازي‎) — название вольных воинов, почётный титул мусульман, воевавших против неверных. Понятие встречается в мусульманских источниках c X—XI веков.

## Этимология
Гази (также устар. кази или газий; тур. gazve; в Иберии — разья; исп. razia; от араб. «газа» — воевать) — первоначально в средние века этот термин обозначал воинов-добровольцев, атаковавших на свой страх и риск поселения неверных (в первую очередь римско-византийских и персидских поселенцев) на начальном этапе создания Халифата. Со временем так себя стали называть почти все без исключения повстанцы, в том числе те, кто боролся против войск Халифата.
Наибольшую известность и историческую значимость гази приобрели в эпоху византийско-сельджукских и византийско-османскиx войн XI—XV веков. Несколько менее известными были так называемые разья мусульманской Испании, основной задачей которых было тормозить продвижение христианской Реконкисты на юг.
В доисламской культуре бедуинов «ġazwah» (غزوة‎) была формой ограниченной войны, граничащей с разбоем, которая избегала прямых столкновений и опиралась на набеги и угон домашнего скота (это не было уникальным явлением — среди советских этнографов принято было обозначать схожие практики кочевников в евразийских степях казахским словом «барымта»). Уильям Монтгомери Уотт предположил, что Мухаммад счёл полезным отвлечь эту непрерывную междоусобную войну на своих врагов, сделав её основой его военной стратегии; согласно Уотту, знаменитая битва при Бадре началась как один из подобных рейдов. В качестве одной из форм войны, разья была тогда перенята христианскими государствами Иберийского полуострова в их противостоянии с многочисленными мусульманскими тайфами (грубое сравнение аналогичных тактик — это иберийская кавальгада и англо-французские шевоше).

## История
Жизнь и быт гази отличались заметным своеобразием. Газиями обычно становились молодые парни из бедных семей кочевых народов (тюрки, берберы и проч.), разорившиеся крестьяне, ремесленники и дезертиры из армий Халифата. Газии славились своим искусством верховой езды, отличались крайней неприхотливостью, стремительностью, жестокостью по отношению к противнику, дерзостью и умением работать в группах.
В XI веке тюркские гази появились на службе у многих персидских и арабских султанов, которые вели непрестанную борьбу с Византийской империей и крестоносцами. Под давлением монголов тюркские миграции в страны Передней Азии усилились, поэтому гази стали неотъемлемой частью местного общества.
Гази, в отличие от современных моджахедов, не имели чёткой организации. Они не входили в состав регулярных войск, перебиваясь наёмными заданиями временного характера. От местного эмира или султана гази получали оружие и с его помощью, сбиваясь в небольшие банды, как правило, состоящие из братьев или родственников из одного племени, начинали искать себе пропитание, совершая рейды в приграничные христианские регионы Византийской империи, Киликии и государств крестоносцев. Также, в отличие от моджахедов, гази не являлись коренным населением местности, которую они атаковали. Гази не могли захватить сколько-нибудь значительные укрепления или города, но это и не входило в их задачу. Они, как правило, бродили по степям и горам между сельскими крестьянскими поселениями, нападая на невооружённых крестьян и путников вдоль дорог.
Основными противниками гази были акриты — военнообязанные крестьяне. Однако гази не имели ни земли, ни имущества, а потому отличались большей маневренностью и бесстрашием. После поражения византийцев при Манцикерте в 1071 году группы тюркских гази наводнили просторы Малой Азии, уничтожая остатки старого имперского аппарата, грабя и терроризируя зажиточные слои населения, но включая в свой состав малоимущих горожан, крестьян и рабов.
Основным предназначением гази было поддерживать дух джихада путём деморализации христианского населения и подчинения его новым мусульманским устоям. Газиев часто сопровождали также и мусульманские проповедники — дервиши. Долгое время эта тактика работала безотказно. В условиях столичной анархии в Константинополе и распрей между православными и католиками, результатом которых обычно было повышение налогов, греческие крестьяне Малой Азии оказались в тяжёлом положении. Значительная часть их бежала под защиту стен крупных городов. Но многие оставшиеся, устав от постоянных вылазок гази, переходили в подданство сельджукских султанов Коньи либо в статусе зимми, либо переходили в ислам для сохранения земли и имущества. Нападения гази, таким образом, перемещались всё дальше на запад, туда где открывались новые возможности для ведения газавата. Заброшенные греческие поселения занимали новые волны тюрков. К началу XIV века гази уже фактически парализовали всю инфраструктуру империи, лишив её пропитания, так как все основные сельскохозяйственные регионы, в том числе и долина Меандра, больше не подчинялись столице.
К 1300 году представители зажиточных слоёв греческого населения Малой Азии оказались фактически загнанными в несколько прибрежных городских крепостей, лишённых продовольственных запасов и живущих под страхом постоянной осады со стороны регулярной османской армии. Благодаря заслугам гази османы завершили завоевание Малой Азии. В это же время термин гази стал использоваться как особо почётный титул, который различные султаны и эмиры прибавляли к своему имени или же жаловали своим подчинённым (обычно военным), отличившимся в походах против неверных (в основном, христианского вероисповедания).
Когда завоевания Османской империи прекратились, гази постепенно трансформировались в новый социальный класс, известный как башибузуки, которые наводили ужас на местное христианское население своей приверженностью насилию и бандитизму (янычары были регулярной армией султана).

## Разное
В мусульманской Испании X века гази были известны под искажённым названием «разья». В X веке их усилиями Аль-Мансур сумел добиться временного перелома в ходе Реконкисты, вернув мусульманам широкую полосу земель и ряд городов в Центральной Иберии, а также разграбив важные христианские города (например, сожжение Барселоны в 985 году). При этом гази и имамам настоятельно рекомендовалось навещать отбитые у христиан селения как минимум раз в год для поддержания духа ислама.